# Griechischer Neunstachliger Stichling
Der Griechische Neunstachlige Stichling (Pungitius hellenicus) ist eine in Griechenland endemische Stichlingsart. Er zeichnet sich gegenüber anderen Stichlingen durch bemerkenswerte Reduktionserscheinungen aus.

## Verbreitung und Lebensraum
Diese Stichlingsart kommt ausschließlich in einem eng begrenzten Gebiet im Einzugsbereich des Sperchios vor, wobei inzwischen nur noch an drei Orten Populationen existieren: In den Karstgewässern nahe Agia Paraskevi und damit verbundenen Entwässerungskanälen, in Quellbächen sowie Be- und Entwässerungskanälen in der Umgebung von Moschochori und in einigen Quellbächen in der Nähe des Dorfes Kombotades. Während der Griechische Neunstachlige Stichling bei Moschohori noch relativ häufig gefunden werden kann, sind die anderen beiden Vorkommen deutlich kleiner. Die Bestände am locus typicus, dem Fundort der Typusexemplare, einem Bach in Kombotades, wurden ausgelöscht, als dieser zerstört wurde.
Der typische Lebensraum sind klare Bäche und kleine Flüsse mit sandigem und steinigem Grund und relativ niedrigen Wassertemperaturen von nicht mehr als 20 °C im Sommer. Die Art benötigt außerdem den Schutz dichter Vegetation.

## Merkmale
Obwohl der Trivialname anderes vermuten lässt, trägt der Griechische Neunstachlige Stichling in der Regel nur zwei bis sechs Rückenstacheln. Die Bauchflossen fehlen völlig, ebenso wie die bei anderen Stichlingen üblichen Ventralstacheln. Die sonst für Vertreter der Gattung Pungitius typische, zusammenhängende Bauchplatte ist stark reduziert. An den Seiten fehlt jegliche Beschilderung.
Der maximal 50 Millimeter lange Körper ist schlank, der Kopf wirkt im Verhältnis dazu relativ groß. Die blass olivgrüne Färbung wird an den Seiten durch dunkle Streifen oder Flecken unterbrochen.
Anzahl der Flossenstrahlen:
- Dorsale 1 I–VI
- Dorsale 2 8–10
- Anale I/8–10
- Pectorale 9–11
- Caudale 11–12

## Lebensweise
Der Griechische Neunstachlige Stichling lebt zurückgezogen und verbringt den größten Teil des Tages versteckt in dichter Unterwasservegetation. Offene Freiwasserbereiche sucht er nur selten auf. Sein Nahrungsspektrum umfasst Wirbellose, deren Eier und Larvenstadien sowie Fischbrut.
Nach der Laichperiode im Mai und Juni, betreibt das Männchen, wie bei allen Stichlingsarten, eine intensive Brutpflege, bis der Nachwuchs eine Größe von etwa fünf bis sechs Millimetern erreicht hat. Mit einer Länge von zehn bis elf Millimetern gleichen die Jungtiere den adulten Exemplaren in Färbung und Gestalt. Mit einer maximalen Lebenserwartung von 18 Monaten erlebt ein Griechischer Neunstachliger Stichling nur eine Fortpflanzungssaison.

## Bedrohung und Schutz
Die Art ist durch ihre geringe Größe und eine hohe Reproduktionsrate an kleine und instabile Gewässersysteme angepasst. Sie ist jedoch auch auf ein sehr kleines Verbreitungsgebiet beschränkt und dort fortdauernden Belastungen durch Wasserentnahmen, Umweltverschmutzung und Habitatzerstörungen, wie die Auffüllung von Kleingewässern zur Gewinnung von Nutzflächen, ausgesetzt. In der Folge ist die Population stark fragmentiert und anfällig für zufallsbedingte Störungen wie beispielsweise Gendefekte oder Trockenheiten. Die IUCN führt den Griechischen Neunstachligen Stichling daher als „stark gefährdet“. Der griechische Staat stellte ihn mit dem Gesetz 67/1981 unter Schutz.